# Marche-en-Famenne
Marche-en-Famenne (en való Måtche-el-Fåmene) és un municipi belga de la província de Luxemburg a la regió valona. Limita amb els municipis de Nassogne, Somme-Leuze, Rochefort, Hotton, La Roche i Rendeux.

## Localitats
Comprèn els llogarets de Aye, Hargimont, Humain, On, Roy, Waha, Marloie, Grimbiémont, Lignières, Hollogne, Champlon-Famenne, Verdenne